# Океанографічний музей (Монако)
Океанографі́чний музе́й Мона́ко (фр. Musée océanographique de Monaco) — найвизначніша культурна та наукова установа князівства Монако.
Заснований 1889 року князем Альбером I, що мав прізвисько «князь-мореплавець». Будівлю музею споруджено в 1899–1910 роках. Вона розташована в історичному центрі Монако, біля князівського палацу. З 1957 р. директором музею був Жак-Ів Кусто
Утримується Фундацією Альбера I — так само, як і Океанографічний інститут (розташований у Парижі).

## Колекція
У музеї містяться колекції різноманітних видів морської фауни у формі опудал і скелетів. Музейні зібрання також мають у своєму складі значну кількість різноманітних об'єктів, що стосуються моря і морської справи, як-от моделі кораблів, морські інструменти, зброю тощо.
Акваріум розташований у підвальній частині будівлі і дозволяє відвідувачам ознайомитися з живими екземплярами близько 4000 видів риб і близько 200 видів безхребетних. В основному представлені морські екосистеми тропіків та Середземного моря.

## Галерея

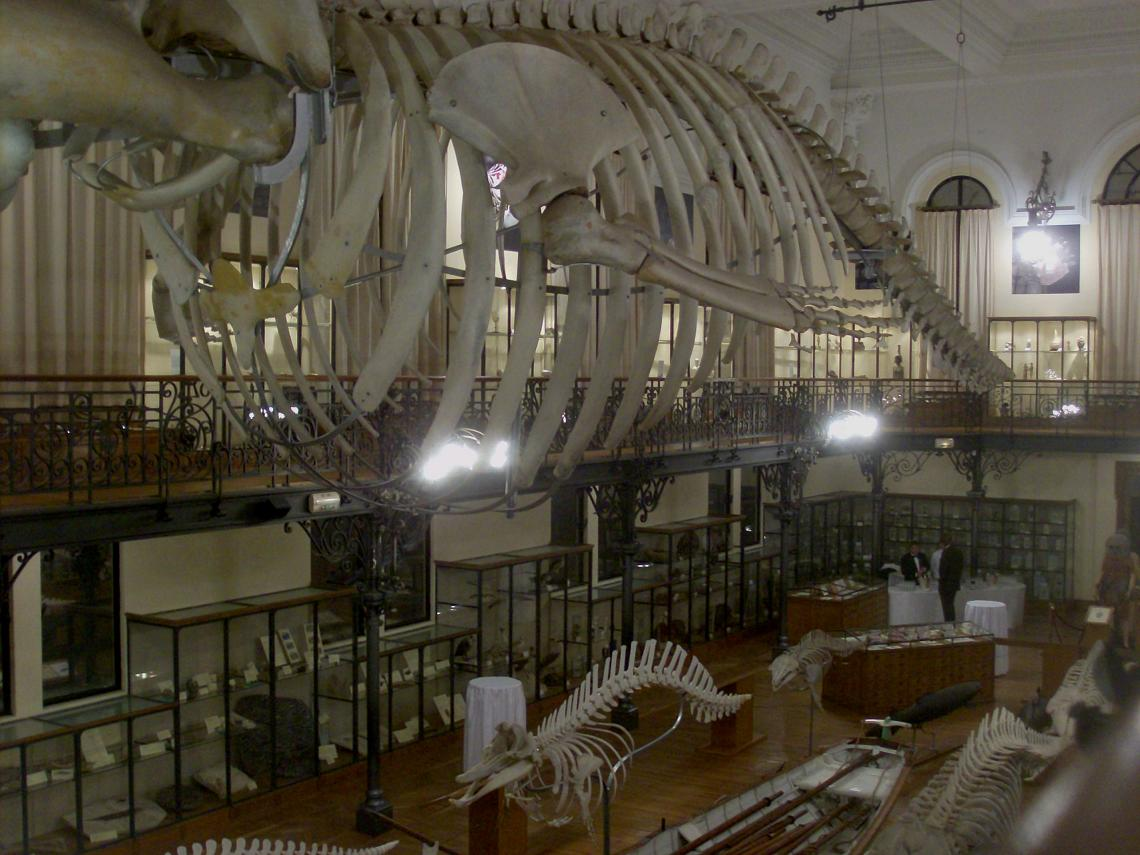
Інтер'єр Океанографічного музею